# Täuschende Bastard-Mehlbeere
Die Täuschende Bastard-Mehlbeere (Sorbus decipiens), auch als Täuschende Mehlbeere bezeichnet, ist eine Art aus dem Komplex der Bastard-Mehlbeeren (Sorbus latifolia agg.).

## Beschreibung
Die Täuschende Bastard-Mehlbeere ist ein bis 10 (selten bis 20) Meter hoher Baum. Die Blätter sind breit eiförmig und messen 7 bis 9 × 5 bis 7 Zentimeter. Ihre breiteste Stelle befindet sich unterhalb der Mitte. Sie besitzen 4 bis 5 Paare dreieckiger und ziemlich kurzer Lappen sowie 9 bis 11 Paar Seitennerven. Die Unterseite weist eine bräunlich-gelbe Behaarung auf, verkahlt aber stellenweise, besonders auf den Nerven. Im Herbst sind sie ziemlich derb, grob und scharf gesägt. Die länglichen Früchte sind 12 Millimeter dick und 14 bis 16 Millimeter lang.

## Verbreitung
Diese Art ist endemisch auf den Muschelkalkböden am Burgberg bei Waltershausen im Landkreis Gotha in Thüringen. Vermutlich ist die klimatische und geologische Isolation des Burgbergs der Grund, dass sich diese Sippe nicht weiter ausbreitet.

## Systematik
Die Täuschende Bastard-Mehlbeere wurde 1810 von Bechstein als Pyrus decipiens erstbeschrieben. Die Einordnung in die Gattung Sorbus erfolgte 1864 durch Irmisch. Die heutige Artauffassung geht auf die Arbeit von Düll 1961 zurück. Zwischenzeitlich wurde die Art weiter gefasst, Irmisch schloss unter dem Namen Sorbus decipiens auch die Sippen aus Arnstadt ein und Hedlund 1901 sogar Sippen aus England und Frankreich, auf ein ähnliches Verständnis dieser Art sind vermutlich die Angaben in der Flora Europaea über Vorkommen in Frankreich zurückzuführen.

## Gefährdung
Zur Zeit der Erstbeschreibung durch Bechstein gab es noch über 100 Exemplare der Täuschenden Bastard-Mehlbeere. Mittlerweile sind noch 40 Bäume am Süd- und Südwest-Hang sowie einige weitere auf der Höhe und am West-Hang vorhanden.